# Champions Trophy masculin 2016
Navigation
2014 2018
Le Champions Trophy masculin 2016 est la 36e édition du Champions Trophy pour le hockey masculin. Il a eu lieu du 10 au 17 juin 2016 à Londres au Royaume-Uni.
L'Australie remporte la compétition pour la 14e fois par une victoire contre l'Inde en finale après les shoots-outs.
Un changement dans le processus de qualification a été décidé, similaire à celui utilisé jusqu'en 2010. Aux côtés du pays hôte, le champion olympique, du monde et de la Ligue mondiale sont automatiquement qualifiés. Les places restantes sont nommées par le Conseil Exécutif de la FIH, confectionnera un total de six équipes en compétition. Si les équipes se sont qualifiées selon plus d'un critère, les équipes additionnelles seront également invitées par le Conseil Exécutif de la FIH.

## Changement de ville hôte
Lorsque la FIH a dévoilé les villes hôtes de la compétition pour le cycle 2015 - 2018, l'Argentine était choisie pour organiser la compétition pour la première fois. Après le succès de la Finale de la ligue mondiale de hockey sur gazon féminin 2012-2013 disputée à Tucumán, au début 2015 cette ville était annoncée en tant que hôte de cette édition de la compétition. Pourtant, en mars 2016, la FIH a dû résilier tous les accords contractuels avec l'Argentine comme la Fédération argentine de hockey sur gazon n'a pas été en mesure de remplir ses obligations contractuelles en ce qui concerne les droits de télévision, le sponsoring et l'organisation des compétitions. Londres était annoncé d'organiser à sa place.

## Formats
Après trois éditions avec deux formats différents, il a été décidé de revenir à la même utilisée jusqu'à l'édition 2010 qui consistait en un tournoi toutes rondes à six équipes.
Six équipes sont réparties dans une poule unique. Toutes les équipes se rencontrent dans cette poule unique. Trois points sont attribués pour une victoire, un pour un match nul et aucun pour une défaite. Les deux premières équipes de cette poule unique se rencontrent de nouveau en finale, les deux équipes suivantes de cette poule unique se rencontrent de nouveau en match pour la troisième place et les deux dernières équipes de cette poule unique se rencontrent de nouveau en match pour la cinquième place.

## Participants
| Équipes         | Rang FIH | Origine de la qualification                               |
| --------------- | -------- | --------------------------------------------------------- |
| Grande-Bretagne | 4        | Pays hôte                                                 |
| Australie       | 1        | Champions du monde 2014 et de la ligue mondiale 2014-2015 |
| Allemagne       | 3        | Champions olympiques 2012                                 |
| Belgique        | 5        | Invité par le Conseil Exécutif de la FIH                  |
| Inde            | 7        | Invité par le Conseil Exécutif de la FIH                  |
| Corée du Sud    | 9        | Vainqueur du Champions Challenge 2014                     |

## Phase de poule

### Classement
| Rang | Équipe          | Pts | J | V | N | P | BP | BC | Diff |
| ---- | --------------- | --- | - | - | - | - | -- | -- | ---- |
| 1    | Australie       | 13  | 5 | 4 | 1 | 0 | 14 | 7  | +7   |
| 2    | Inde            | 7   | 5 | 2 | 1 | 2 | 10 | 11 | -1   |
| 3    | Allemagne       | 6   | 5 | 1 | 3 | 1 | 18 | 12 | +6   |
| 4    | Grande-Bretagne | 6   | 5 | 1 | 3 | 1 | 9  | 7  | +2   |
| 5    | Belgique        | 5   | 5 | 1 | 2 | 2 | 9  | 12 | -3   |
| 6    | Corée du Sud    | 3   | 5 | 1 | 0 | 4 | 6  | 17 | -11  |

 Équipe qualifiée pour la finale
 Équipe qualifiée pour le match pour la troisième place
 Équipe qualifiée pour le match pour la cinquième place

### Résultats
| 10 juin 2016 | Allemagne                       | 3 - 3   | Inde                                         |  |  |
| 16h00        | Grambusch 26e, 36e · Gomoll 57e | (1 - 2) | 7e Raghunath · 26e Mandeep · 32e Harmanpreet |  |  |
| 16h00        | Rapport                         |         |                                              |  |  |

|       | Belgique | 0 - 2   | Corée du Sud        |  |  |
| 18h00 |          | (0 - 1) | 26e Yang · 43e Jung |  |  |
| 18h00 | Rapport  |         |                     |  |  |

|       | Grande-Bretagne | 0 - 0   | Australie |  |  |
| 20h00 |                 | (0 - 0) |           |  |  |
| 20h00 | Rapport         |         |           |  |  |

| 11 juin 2016 | Allemagne                              | 4 - 4   | Belgique                                                   |  |  |
| 14h00        | Hauke 3e · Miltkau 24e, 51e · Korn 54e | (2 - 2) | 17e Dockier · 30e Van Doren · 39e De Paeuw · 41e Van Aubel |  |  |
| 14h00        | Rapport                                |         |                                                            |  |  |

|       | Grande-Bretagne | 1 - 2   | Inde                          |  |  |
| 16h00 | Jackson 35e     | (0 - 1) | 17e Mandeep · 34e Harmanpreet |  |  |
| 16h00 | Rapport         |         |                               |  |  |

|       | Australie                                           | 4 - 2   | Corée du Sud                 |  |  |
| 18h00 | Govers 27e · Ockenden 37e · Mitton 51e · Turner 60e | (1 - 0) | 38e Kim Ju-h. · 45e Kim Jun. |  |  |
| 18h00 | Rapport                                             |         |                              |  |  |

| 13 juin 2016 | Grande-Bretagne                             | 4 - 1   | Corée du Sud |  |  |
| 12h00        | Jackson 12e · Condon 18e, 46e · Brogdon 33e | (2 - 1) | 22e You S.   |  |  |
| 12h00        | Rapport                                     |         |              |  |  |

|       | Australie                                          | 4 - 3   | Allemagne                  |  |  |
| 14h00 | Turner 17e · White 22e · Govers 40e · Zalewski 53e | (2 - 3) | 12e, 30e Fuchs · 14e Hauke |  |  |
| 14h00 | Rapport                                            |         |                            |  |  |

|       | Belgique                    | 2 - 1   | Inde         |  |  |
| 16h00 | Hendrickx 25e · Truyens 44e | (1 - 1) | 30e Devindar |  |  |
| 16h00 | Rapport                     |         |              |  |  |

| 14 juin 2016 | Inde                      | 2 - 1   | Corée du Sud |  |  |
| 16h00        | Sunil 39e · Chandanda 57e | (0 - 0) | 57e Kim Juh. |  |  |
| 16h00        | Rapport                   |         |              |  |  |

|       | Australie              | 2 - 0   | Belgique |  |  |
| 18h00 | Turner 38e · White 49e | (0 - 0) |          |  |  |
| 18h00 | Rapport                |         |          |  |  |

|       | Grande-Bretagne | 1 - 1   | Allemagne |  |  |
| 20h00 | Jackson 48e     | (0 - 1) | 29e Hauke |  |  |
| 20h00 | Rapport         |         |           |  |  |

| 16 juin 2016 | Australie                                           | 4 - 2   | Inde                        |  |  |
| 16h00        | Mitton 20e · Zalewski 23e · Ogilvie 35e · White 45e | (2 - 0) | 45e Raghunath · 49e Mandeep |  |  |
| 16h00        | Rapport                                             |         |                             |  |  |

|       | Allemagne                                                                      | 7 - 0   | Corée du Sud |  |  |
| 18h00 | Staib 12e, 60e · Grambusch 27e · Deecke 29e, 35e · Herzbruch 32e · Miltkau 58e | (3 - 0) |              |  |  |
| 18h00 | Rapport                                                                        |         |              |  |  |

|       | Grande-Bretagne               | 3 - 3   | Belgique                      |  |  |
| 20h00 | Middleton 25e, 59e · Ames 57e | (1 - 2) | 1e Briels · 30e, 42e Luypaert |  |  |
| 20h00 | Rapport                       |         |                               |  |  |

## Phase de classement
| 17 juin 2016 | Belgique                                       | 4 - 3   | Corée du Sud               |  |  |
| 15h45        | Gougnard 20e, 49e · Cosyns 53e · Van Aubel 54e | (1 - 1) | 24e Seo J. · 34e, 35e Yang |  |  |
| 15h45        | Rapport                                        |         |                            |  |  |

| 17 juin 2016 | Grande-Bretagne | 0 - 1   | Allemagne   |  |  |
| 18h00        |                 | (0 - 0) | 40e Miltkau |  |  |
| 18h00        | Rapport         |         |             |  |  |

| 17 juin 2016 | Australie                           | 0 - 0             | Inde                                     |  |  |
| 20h15        |                                     | (0 - 0)           |                                          |  |  |
| 20h15        | Rapport                             |                   |                                          |  |  |
| 20h15        | Zalewski · Beale · Mitton · Orchard | Tirs au but 3 - 1 | Uthappa · Sunil · Harmanpreet · Surender |  |  |

## Classement final
| Rang               | Équipe          | Pts | J | V | N | P | BP | BC | Diff |
| ------------------ | --------------- | --- | - | - | - | - | -- | -- | ---- |
| Médaille d'or      | Australie       | 14  | 6 | 4 | 2 | 0 | 14 | 7  | +7   |
| Médaille d'argent  | Inde            | 8   | 6 | 2 | 2 | 2 | 10 | 11 | -1   |
| Médaille de bronze | Allemagne       | 9   | 6 | 2 | 3 | 1 | 19 | 12 | +7   |
| 4                  | Grande-Bretagne | 6   | 6 | 1 | 3 | 2 | 9  | 8  | +1   |
| 5                  | Belgique        | 8   | 6 | 2 | 2 | 2 | 13 | 15 | -2   |
| 6                  | Corée du Sud    | 3   | 6 | 1 | 0 | 5 | 9  | 21 | -12  |